# القافرية (لودر)

تعديل مصدري - تعديل

القافرية هي إحدى قرى عزلة زارة بمديرية لودر التابعة لمحافظة أبين، بلغ تعداد سكانها 344 نسمة حسب تعداد اليمن لعام 2004.